# مار تشيكيتا (بحيرة)
بحيرة مار تشيكيتا (بالأسبانية Mar Chiquita) – وتعني بالعربية البحر الصغير – هي بحيرة مالحة داخلية في الشمال الشرقي من مقاطعة كوردوبا في وسط الأرجنتين.
يمتد الركن الشمالي الشرقي للبحيرة إلى جانب شرق مقاطعة سانتياغو ديل إستيرو.
وهي أكبر البحيرات المالحة التي تشكلت طبيعيا في الأرجنتين. وتتغذى البحيرة من المياه المالحة لنهر دولتشي القادمة من سانتياغو ديل إستيرو بعد أن ينضم إليها نهر سالاديلو.
ويوجد العديد من الجزر في البحيرة وأهمها جزيرة ميدانو. وتتناقص حجم البحيرة ببطء بسبب زيادة التبخر والارتفاع في قاعه.